# Voorwerp de Hanny
Le voorwerp de Hanny, (signifiant « objet de Hanny » en néerlandais, et connu sous le nom Hanny's voorwerp en anglais) est un type rare  d’objet astronomique appelé écho d’ionisation de quasar situé à 700 millions d'années-lumière de la Terre dans la constellation du Petit Lion. Il fut remarqué pour la première fois en 2007 par l'internaute Hanny van Arkel, une enseignante dans une école primaire des Pays-Bas. Sa nature est toutefois toujours en cours de confirmation et d'interrogation.

## Historique
Durant les vacances d'été 2007, en août, Hanny van Arkel commence à s'intéresser à des photos de galaxies sur Internet. Après avoir parcouru le site de Brian May's, elle s'inscrit à Galaxy Zoo, un projet collaboratif astronomique en ligne mené par plusieurs universités dont l'université d'Oxford, l'université de Portsmouth, l'université Johns-Hopkins, l'université Yale. Ce projet propose aux internautes de classifier plus d'un million de galaxies,. Sur l'une des images qui lui sont soumises pour classification, Hanny trouve un mystérieux objet vert.
En 2015, la NASA annonce que le télescope spatial Hubble a observé plusieurs structures semblables autour de quasars.

## Nature
Le voorwerp de Hanny serait le résulta d'un écho lumineux dont le rayonnement originel est émis par un quasar situé au centre de la galaxie voisine IC 2497 . L'objet en question est une formation gazeuse très chaude (environ 10 000 °C, les chiffres exacts sont présentement en attente d'obtenir le spectre final calibré par les observateurs), et elle ne  semble contenir aucune étoile. Il apparait comme un nuage irrégulier en projection de la galaxie IC 2497. L'hypothèse privilégiée concernant sa nature est qu'il pourrait s'agir d'un amas gazeux renvoyant la lumière d'un quasar aujourd'hui éteint.  Dans ce cas, le voorwerp de Hanny serait encore visible en raison de la distance de plusieurs dizaines de milliers d’années-lumière entre lui et le quasar dans la galaxie voisine : il montrerait un « écho lumineux » ou une « image fantôme » d’événements plus anciens que ceux actuellement observés dans la galaxie.

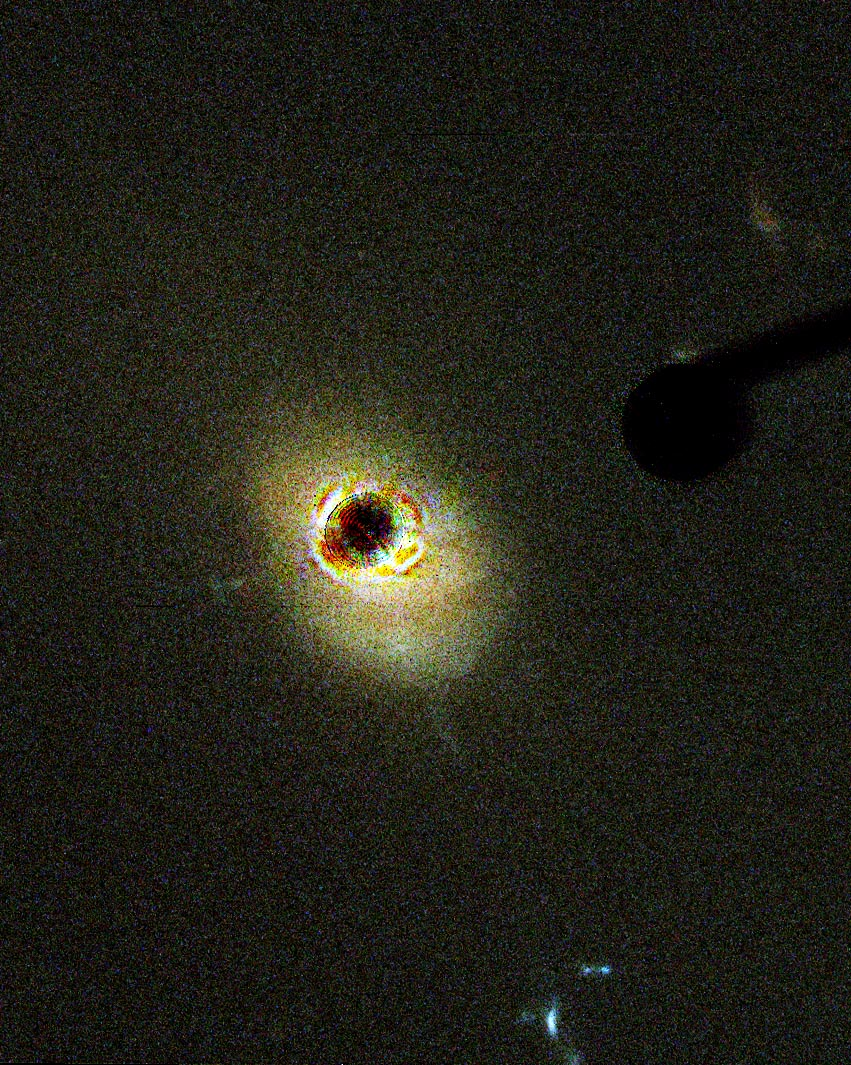
Photo du quasar 3C 273 prise par le télescope spatial Hubble.

Les chercheurs prévoient d'en affiner l'observation avec le télescope spatial Hubble, pour en savoir plus sur l'objet.
Selon les scientifiques qui se sont penchés sur ce cas, il y a plusieurs millénaires de cela, un quasar aurait existé derrière les étoiles observables à l'œil nu de la constellation du Petit Lion. À 700 millions d'années-lumière de notre planète, il aurait été l'un des plus proches quasars lumineux et plusieurs fois plus brillant que les rayonnements de lumière de la galaxie voisine. Les observations s'appuient fortement sur le fait que le Voorwerp de Hanny est ionisé, éclairé et chauffé par un noyau actif de galaxie dans le centre de IC 2497. Dans ce cas, un jet de plasma associé au noyau actif de galaxie, se fait un chemin à travers le milieu interstellaire/intergalactique et se dirige tout droit vers la nébulosité.
Les observations ont aussi révélé qu'il y a un énorme réservoir d'hydrogène gazeux, dont la masse est d'environ 5 000 millions de fois la masse du soleil, cela résulterait d'une collision entre la galaxie IC 2497 et une autre galaxie inconnue il y a de cela plusieurs centaines de millions d'années. Il y a aussi un autre nuage qui est situé à la position d'un groupe de petites galaxies à environ 100 kpc à l'ouest de IC 2497 avec une masse de 2,9 x 109 masses solaires. Les données laissent entrevoir une connexion physique entre les nuages.
Cela s'étend sur des milliers d'années-lumière. La présence d'hydrogène cause alors la visibilité des régions centrales. L'optique d'émission ultraviolette chauffe et ionise le nuage de gaz, créant ainsi le phénomène connu sous le nom Hanny's Voorwerp. Le voorwerp serait né d'une galaxie spirale extrêmement massive qui a déchiqueté une galaxie naine voisine riche en gaz. Le gaz qui a été absorbé par les rayonnements ultraviolets et les rayons-x a alors donné lieu à l'apparition d'un quasar qui s'est éteint à la longue. Un événement de nature inconnue a ensuite provoqué l'extinction graduelle du quasar : la température de celui-ci a chuté considérablement, et soit son propre trou noir massif s'est alimenté par accrétion du gaz que la galaxie naine produisait, soit il aurait été rapidement entouré de gaz et de débris poussiéreux. Son trou central aurait au plus 16 000 années-lumière de diamètre. La distance entre le centre de la galaxie IC 2497 et le centre de ce blob lumineux serait de 25 kpc.
Encore aujourd'hui les astronomes peuvent voir son écho, qui se reflèterait dans le voorwerp de Hanny, agissant comme une nébuleuse par réflexion. Le blogue du projet Galaxy Zoo a publié certaines des premières données recueillies, quand les participants ont pu affirmer que le gaz avait été ionisé de telle manière qu'il doit éprouver un champ de rayonnement plus énergétique que les étoiles que nous pouvons observer. D'après l'équipe de recherche de Galaxy Zoo, le voorwerp présente une configuration similaire à celle des émissions dégagées par le gaz autour du centre de la galaxie de Seyfert, mais celle-ci est composée d'un noyau central qui l'alimente, ce qui n'est pas le cas pour l'objet découvert par Hanny van Harkel.
L'hypothèse actuelle serait que le Voorwerp est éclairé et chauffé par un AGN situé au centre 
de IC 2497. Le phénomène a été étudié dans d'autres objets célestes (Morganti et al.1991; Fosbury et al. 1998; Yoshida et al. 2002; Croft et coll. 2006) et cette hypothèse est soutenue par les observations optiques (Lintott et al. 2009), montrant un spectre d'émission du noyau de l'IC 2497 comparable à un ionisation très bas des émissions nucléaires. Cet objet serait embarqué dans un complexe nuage d'hydrogène neutre.

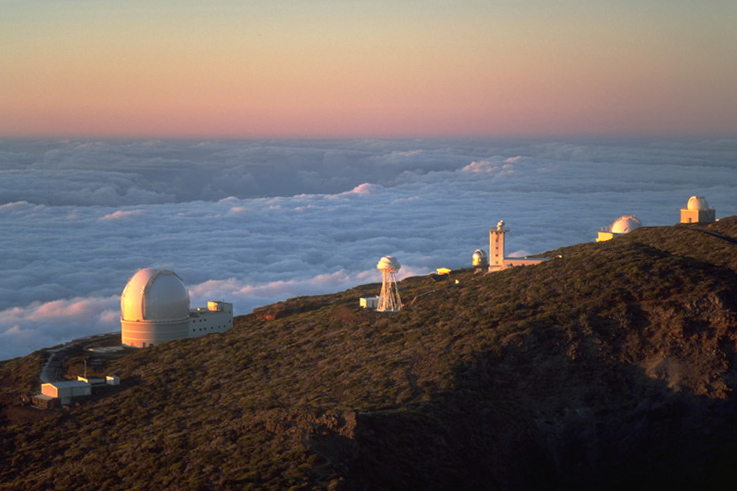
Certains résultats proviennent du télescope William Herschel (à l'extrême gauche).

À l'aide d'observations prises avec le Westerbork Synthesis Radio Telescope (WSRT), des chercheurs ont identifié un nuage d'hydrogène neutre qui enveloppe le voorwerp. Ce dernier serait également ionisé par le noyau de la galaxie active IC 2497. Toutefois, certains spécialiste disent que le voorwerp pourrait être associé à la formation d'une étoile forte.

### Plus proche quasar?
S'il était confirmé que le voorwerp de Hanny reflète bien un quasar, celui-ci deviendrait alors le plus proche de la Terre, l'actuel détenteur du titre étant 3C 273 qui se situe à 2,4 milliards d'années-lumière de notre galaxie ce dernier étant dans la constellation de la vierge, tandis que le voorwerp lui se situe à 700 millions d'années-lumière de notre galaxie.

## Localisation

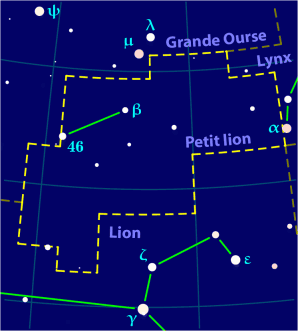
Le Voorwerp est dans la constellation Petit Lion.

Le voorwerp de Hanny se trouve dans la constellation du Petit Lion, au sud de la galaxie active IC 2497, composée de galaxies en interaction. Le voorwerp est influencé par le noyau actif de cette dernière. Les observations démontrent qu'une source centrale, légère et compacte, est présente dans IC 2497, celle-ci aurait une température de luminosité d'au-delà de 4 × 105 K.
Les coordonnées du voorwerp, selon la base de données Simbad du Centre de données astronomiques de Strasbourg, sont :
- ICRS coord. (ep=2000) :  09h 41m 03.81s, +34° 43′ 34.3″
- FK5 coord. (ep=2000 eq=2000) :  09h 41m 03.81s, +34 43 34.3°
- FK4 coord. (ep=1950 eq=1950) :  09h 38m 03.32s, +34° 57′ 14.0″